# Jacques de Molay
Jaques de Molay (født 1240-1250, død 11. marts 1314 (nogle antager 18. marts 1314) 
)) var den 23. stormester for Tempelridderordenen. Hans henrettelse som kætter i 1314 er et markant vendepunkt – nogen mener slutningen – for ordenen. 
Molay var født i perioden 1240-1250 som søn af en lavadelig familie. Samme år blev Jerusalem tabt til Muslimerne.
Han blev optaget i Ordenen i en alder af 21 år. Ceremonien blev udført af den engelske Tempelmester Humbert of Pairaud sammen med med mesteren af det franske tempel, Aimery de La Roche.
Molay blev senere Mester for Templet af England, og på en ukendt dato kort før 20. april 1292 blev han valgt til stormester af Tempelridderordenen. Hans indsættelse skete på et for Ordenen meget vanskeligt tidspunkt. Ordenen havde lidt store tab mod muslimerne og var blevet tvunget til tilbagetrækning fra det Hellige Land. Han så det derfor som sin opgave at forsøge endnu et korstog for at genvinde det Hellige Land og søgte nærmest desperat tilslutning fra Europas adelige.
Han opholdt sig i 1306 på Cypern i tempelriddernes hovedkvarter, da han blev kaldt tilbage til Frankrig af Pave Clement V for at diskutere en sammenlægning af Tempel Ordenen med Hospitallier Orden – en plan begge ordener var modstandere af.
Det var på denne tur, at Jaques de Molay blev arresteret fredag d. 13. oktober 1307, da han opholdt sig i templet i Paris.
Herefter fulgte syv pinefulde år under inkvisitorisk tortur. Det var William Imbert, der havde opgaven at tvinge bekendelser og tilståelser ud af Molay. Tilståelser han siden trak tilbage foran Pavens kommission i Wien 26. november 1309: "Hvis Jeg, eller nogen anden Ridder, har afgivet en tilståelse over for Biskoppen af Paris, eller andetsteds, da har vi forrådt sandheden – Vi har givet ind overfor frygt, for fare, til vold, vi er blevet tortureret af vore fjender!"
Jaques de Molay forblev i fængslet i endnu fem år, hvor han var i selskab af Geoffred de Charney, Hugh de Payraud og Guy de Auverene til år 1314, hvor pave Clement satte en ny Kommission op nu ledet af biskoppen af Alba. Han forhørte ikke medlemmerne af ordenen, men tog deres skyld for givet og bekymrede sig alene om at kundgøre dommen.
Selve henrettelsen var offentlig: Den skete efter en afgørelse af pavens udsendte kardinaler og ikke fra kong Philip 4. af Frankrig 11. marts 1314 foran en stor forsamling. Fangerne blev anbragt på et stort til lejligheden anrettet skafot, hvor biskoppen af Alba læste deres bekendelser højt og kundgjorde den livsvarige fængseldom. Stormesteren fik ordet og sagde henvendt til skaren. "Lige nu, en så forfærdelig dag som denne, og i de sidste stunder af mit liv, ser jeg falskhedens syndefuldhed, og da kan jeg lade sandheden triumfere. Jeg deklarerer deraf, for himlens og jordens åsyn, og vedkender, til min inderligste skam, at jeg har begået den største af alle synder nemlig den at anerkende den skyld der på så fej en vis er klaget mod Ordenen. Jeg bevidner – og sandheden pålægger mig så så – at den er uskyldig heri! Jeg gjorde den modsatte kundgørelse alene for at bryde den voldsomme smerte af torturen og for at blødgøre dem der udøvede den imod mig. Jeg kender den straf alle de Riddere der havde modet til at tilbagekalde lignende bekendelser, men dette frygtelige skue jeg kender til, kan ikke få mig til bekræfte løgn med løgn. Det liv jeg ville få herefter på denne svigagtighed, frasiger jeg mig uden anger."
Talen gav genklang i forsamlingen til fordel for Ordenen og Molay, så rettergangen blev hurtigt afbrudt af Kommissionen. Sagens udvikling blev rapporteret til kong Philip, som uden tøven underkendte dommen om livsvarigt fængsel. Han dømte Molay og Charney til døden.
På øen Javiaux i Seinen overgav man de to riddere til flammerne. Det forlyder, at de blev langsomt ristet over et varmt røgfrit bål, der forlængede deres lidelser, idet deres kød langsomt kogte og blev sort. Molay insisterede på at deres hænder ikke blev bundet, så de kunne bede i disse sidste minutter af deres liv. Før han døde, forbandede han både kong Philip og pave Clement, idet han stævnede dem begge til indenfor et år at stå for Gud, den højeste dommer, og svare for deres gerninger. Hans sidste ord var: "Må det onde hurtigt tilkalde sig dem som så fejlagtigt har fordømt os – Gud vil hævne os", Geoffrey de Charney, der var med ham i flammernes favntag, skal have sagt: "Jeg vil følge min mesters vej, ham I som martyr har dræbt. Det er hvad I har gjort, om end I ikke indser det. Om Gud vil, da skal jeg, på denne dag, dø som han, i vor Orden."
Molays sidste ord skulle vise sig at blive hørt. Pave Clement V døde en måned senere, den 20. april – formentlig af mavekræft – og Philip 4. døde under en jagt d. 2. november samme år.